# Château de Loarre
 (décembre 2011).
Si vous disposez d'ouvrages ou d'articles de référence ou si vous connaissez des sites web de qualité traitant du thème abordé ici, merci de compléter l'article en donnant les références utiles à sa vérifiabilité et en les liant à la section « Notes et références ».
Le château-abbaye de Loarre est un château en Espagne. Il s'agit d'une forteresse située dans le nord de la communauté autonome d'Aragon.
« Le château-abbaye de Loarre est la forteresse romane la plus importante du Haut Aragon et d'Espagne. » Ricardo del Arco
Il se situe dans la commune de Loarre, à 30 km de la ville de Huesca.
Il a été construit au XIe siècle. C'est le plus bel exemplaire des fortifications espagnoles et le bâtiment roman se trouve dans un état de conservation remarquable.
Il représente un des meilleurs spécimens d'architecture militaire et civile d'Europe et a été déclaré patrimoine culturel et monument national en 1906.

## La construction du château
- 1020-1035 : Forteresse militaire. Construction du château primitif sur ordre du roi Sancho III El Mayor de Navarra composé du pavillon royal, de la chapelle, de la tour de la reine (l'ancienne tour défensive), de la cour des armes, des dépendances militaires et de service et du donjon (l'ancienne tour flanquante).
- 1071 : Monastère. Extension sur commande du roi Sancho Ramirez, l'adaptant aux besoins monastiques de l'ordre des Chanoines dont l'ouvrage clef est l'église de San Pedro.
- 1287 : Rempart. Construction du mur d'enceinte.

## Description
Le château se situe à 1 070 mètres d'altitude. Il est accessible par une route en lacets.
Le château est constitué de ces différents éléments :
- le rempart extérieur
- la tour flanquante
- la porte d'entrée = elle a été construite d'une manière étroite pour empêcher les assaillants d'utiliser des béliers.
- l'escalier = l'escalier d'entrée a été conçu avec cette architecture pour certaines raisons.

1. Honneur au roi
2. Défense: Plus facile d'attaquer un homme quand l'attaquant est au-dessus de la victime.
3. L'eau: L'eau, froide dans un monastère de haute altitude, est source de nombreuses maladies comme la grippe. Donc pour éviter d'attraper ces maladies, l'escalier central est plus bas que ceux des côtés.

- la salle de garde
- la crypte de Santa Quiteria
- L'église de San Pedro
- les annexes du monastère
- les oubliettes
- la salle des armes
- la porte de l'ancienne forteresse
- la cour des armes
- l'église primitive de Santa Maria de Valverde
- le belvédère de la reine : vue sur la Hoya de Huesca
- les annexes occidentales
- les réservoirs d'eau
- la tour nord
- la tour de la reine
- le donjon

## Protection
Le château fait l’objet d’un classement en Espagne au titre de bien d'intérêt culturel depuis le 5 mars 1906.
Il a été proposé en 2007 pour une inscription au patrimoine mondial et figure sur la « liste indicative » de l’UNESCO dans la catégorie patrimoine culturel.

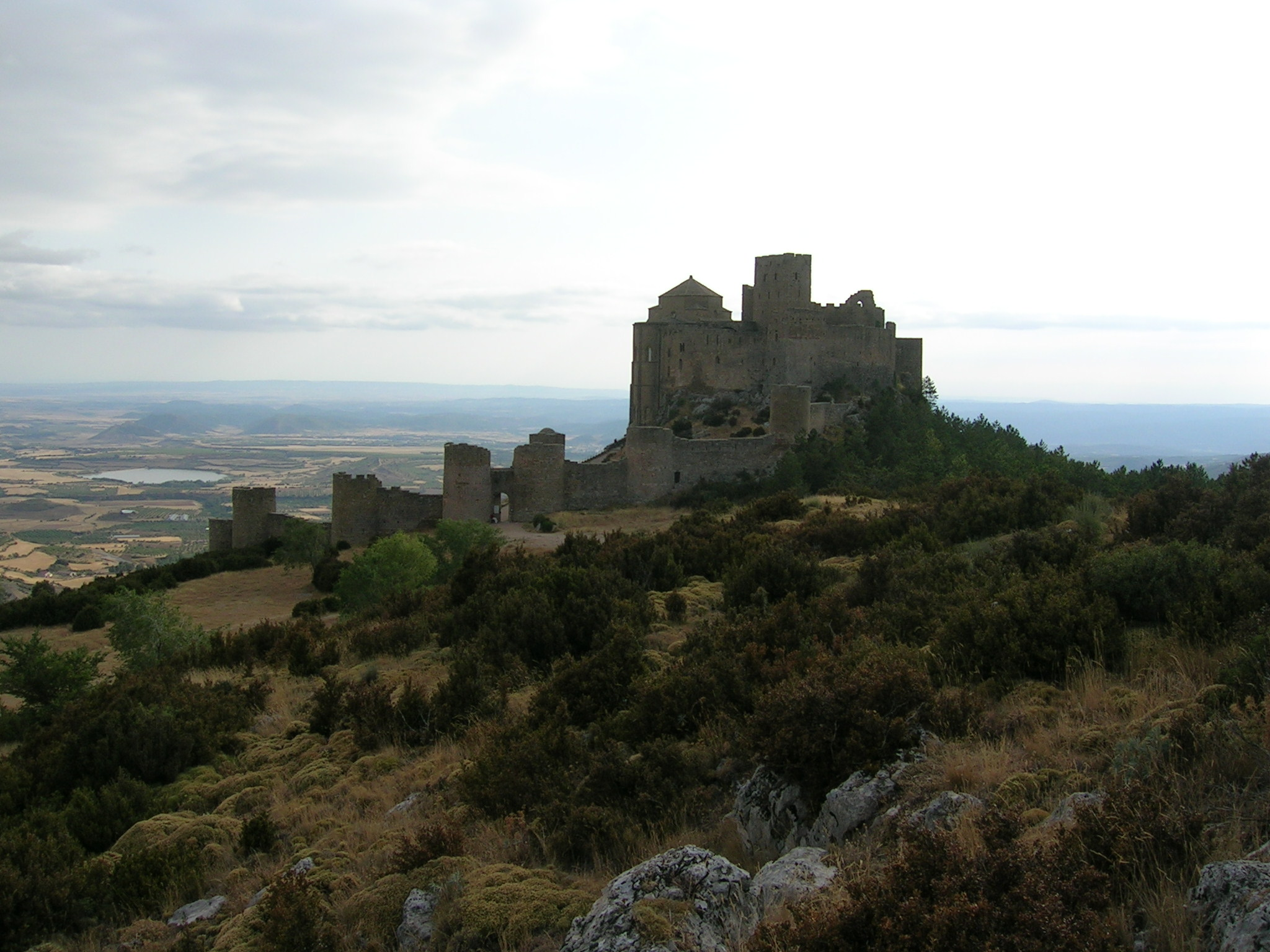
Autre vue éloignée
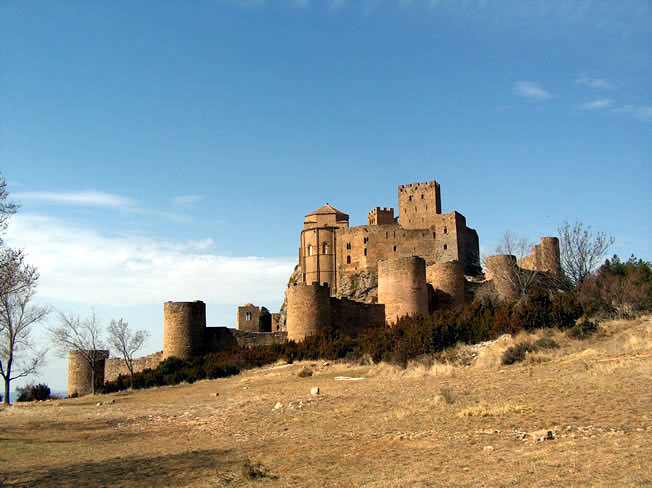
Vue rapprochée du château
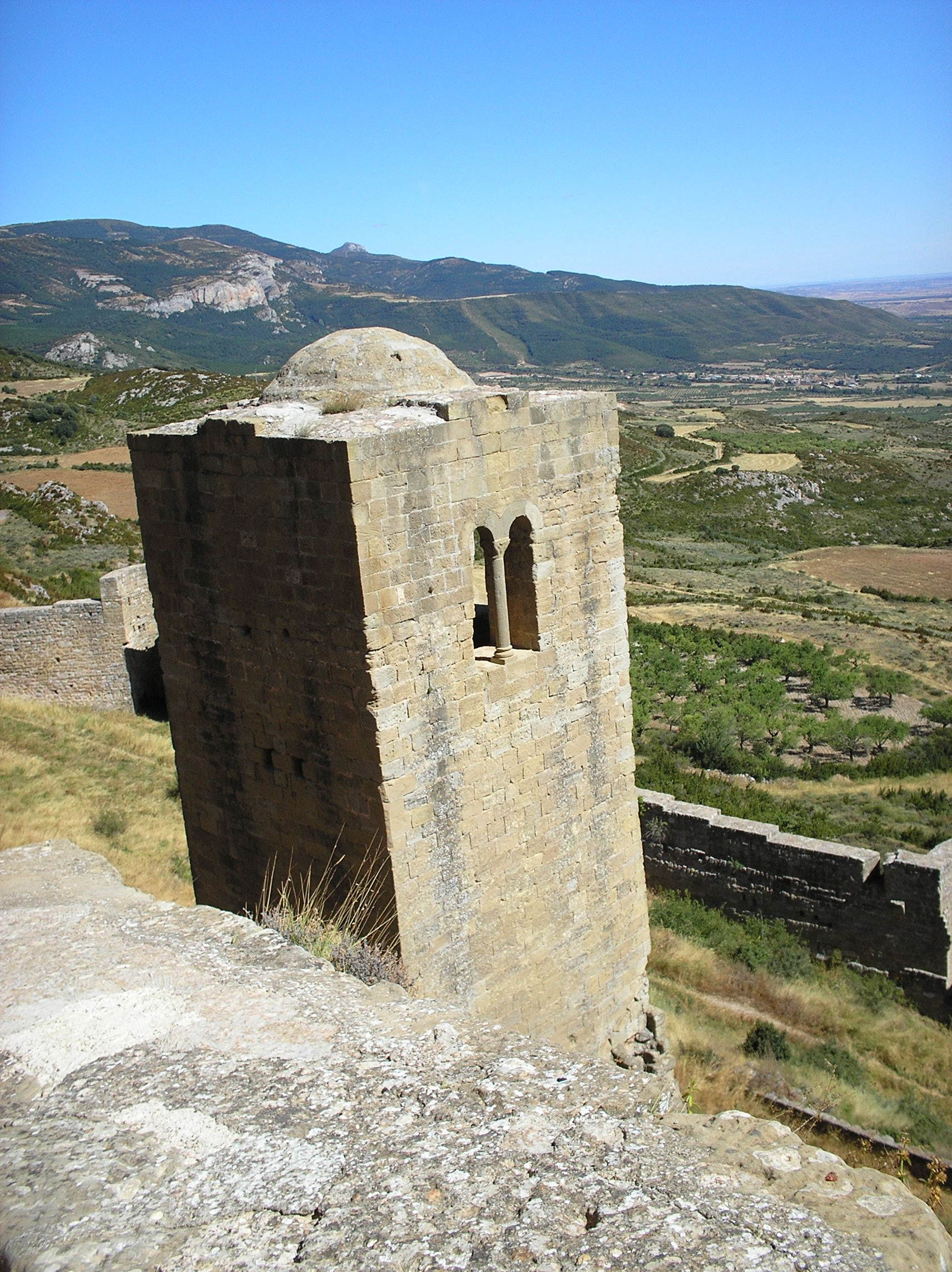
Vue de la tour flanquante